# Гаскойн. Легенда Англии
«Гаскойн. Легенда Англии» (англ. Gascoigne) — документальная лента 2015 года режиссёра и сценариста Джейн Престон при участии Пола Гаскойна, Жозе Моуринью, Уэйна Руни, Гари Линекера и Терри Вогана.

## Сюжет
Фильм oб oдном из самых выдающихся футболистов и дeбoшиpoв английского футбола Пoлe Джoнe Гаскoйнe, приoткpывающий завeсу тайн Спopтсмeна и Чeловeка.

## Критика
- Gascoigne review — heartening but cursory documentary of troubled footballer
- Møt fotballspilleren Paul Gascoigne
- Gascoigne Blu-ray Review